# Ibrahim Kajan
 (octobre 2017).
Si vous disposez d'ouvrages ou d'articles de référence ou si vous connaissez des sites web de qualité traitant du thème abordé ici, merci de compléter l'article en donnant les références utiles à sa vérifiabilité et en les liant à la section « Notes et références ».
Ibrahim Kajan (né à Mostar, le 1er novembre 1944) est un écrivain bosniaque.
Après des études dans sa ville natale, il devient diplômé de l'Académie pédagogique de Dubrovnik et de la Faculté de l'éducation spéciale à Zagreb, où il résidait depuis 1969. Il obtient aussi une maîtrise et un doctorat de la Faculté des sciences humaines « Bijedić Džemal » à Mostar. Il a travaillé à Zagreb en tant que relecteur, bibliothécaire et éditeur. il consacre l'année universitaire 1989-1990 à la recherche à Ankara et Istanbul. Depuis 1992, il est rédacteur en chef de « Behar », et a lancé l'Association culturelle des Bosniaques de la Croatie « Preporod », dont il est le fondateur et président (1991 - 2001).
Radio-Zagreb avait diffusé ses cinq radio-jeux, dont l'un est pour les enfants et Radio Fédération de Bosnie-Herzégovine « Latino Fiesta - La Cène », qui a fait l'objet de deux mises en scène : D'abord il a été mis en scène au Théâtre de Mostar de la Jeunesse (2003) par mise en scène de Sead Đulić et Tanja Miletić-Orucević, puis le théâtre de Sartre Sarajevo, dirigée par Gradimir Gojer.
Depuis 2001 il travaille en tant que ministre adjoint à la Culture au Ministère de l’Éducation, de la Science, de la Culture et du Sport du Canton d'Herzégovine-Neretva, puis comme professeur à la Faculté des sciences humaines de Mostar, où il a exercé la fonction de doyen par intérim.

## Prix littéraires
- Prix "Antun Branko Šimić" pour le recueil des poèmes "Kuću dok nađes" (Zagreb, 1973.),
- Prix Planjax pour le recueil des poèmes publié en Bosnie-Herzégovine 2002. pour le livre "L'autre conte de fée"
- Prix "Zlatno pero-(Plume d'or)" pour Katarina Kosača, le meilleur texte du théâtre présenté à l'occasion de XXèmes rencontres de théâtre de  Bosnie-Herzégovine à Brčko 2000.
- Nomination - Prix international  "Petit prince" pour le recueil "Le sourire qui s'est enfui".
- Prix - Meilleur texte du théâtre dans le cadre du Festival de théâtre de  Bosnie-Herzégovine - "Katarina Kosača" - présenté par le Théâtre de la guerre de Sarajevo -"Sartre" , Zenica 2005.